# 基隆紫珠
基隆紫珠（学名：Callicarpa japonica f. kiruninsularis）为马鞭草科紫珠属日本紫珠下的一个变型。